# Evropské hlavní město sportu
Evropské hlavní město sportu je titul, kterým je každý rok označeno jedno z evropských měst. Po vzoru Evropského hlavního města kultury uděluje ACES (European Capital of Sport Association) tento titul již od roku 2001. Cílem projektu je ocenit důležitost sportu v daném městě a podpořit jeho další sportovní rozvoj.
Každý rok je vybráno jedno Evropské hlavní město sportu (město s více než 499 999 obyvateli), dále několik Evropských měst sportu (města s 25 000 až 499 999 obyvateli) a také několik Evropských maloměst sportu (do 25 000 obyvatel). Od roku 2013 se nově vyhlašuje také Nejlepší evropské sportovní zařízení.

## Evropské hlavní město sportu
Chronologický seznam hlavních měst:
| Evropské hlavní město sportu | Evropské hlavní město sportu | Evropské hlavní město sportu | Evropské hlavní město sportu                             |
| Rok                          | Město                        | Země                         | Web                                                      |
| ---------------------------- | ---------------------------- | ---------------------------- | -------------------------------------------------------- |
| 2001                         | Madrid                       | Španělsko                    |                                                          |
| 2002                         | Stockholm                    | Švédsko                      |                                                          |
| 2003                         | Glasgow                      | Spojené království           |                                                          |
| 2004                         | Alicante                     | Španělsko                    |                                                          |
| 2005                         | Rotterdam                    | Nizozemsko                   |                                                          |
| 2006                         | Kodaň                        | Dánsko                       |                                                          |
| 2007                         | Stuttgart                    | Německo                      |                                                          |
| 2008                         | Varšava                      | Polsko                       |                                                          |
| 2009                         | Milán                        | Itálie                       |                                                          |
| 2010                         | Dublin                       | Irsko                        |                                                          |
| 2011                         | Valencie                     | Španělsko                    |                                                          |
| 2012                         | Istanbul                     | Turecko                      |                                                          |
| 2013                         | Antverpy                     | Belgie                       |                                                          |
| 2014                         | Cardiff                      | Spojené království           | Cardiff 2014                                             |
| 2015                         | Turín                        | Itálie                       | Turín 2015                                               |
| 2016                         | Praha                        | Česko                        |                                                          |
| 2017                         | Marseille                    | Francie                      | Marseille 2017                                           |
| 2018                         | Sofie                        | Bulharsko                    | Sofie 2018                                               |
| 2019                         | Budapešť                     | Maďarsko                     |                                                          |
| 2020                         | Málaga                       | Španělsko                    | Málaga 2020 Archivováno 9. 3. 2018 na Wayback Machine.   |
| 2021                         | Lisabon                      | Portugalsko                  | Lisabon 2021 Archivováno 1. 12. 2017 na Wayback Machine. |
| 2022                         | Haag                         | Nizozemsko                   |                                                          |
| 2023                         | Glasgow                      | Spojené království           |                                                          |
| 2024                         | Janov                        | Itálie                       |                                                          |

## Evropské město sportu
Kromě hlavního se uděluje i titul Evropské město sportu.
| Evropské město sportu | Evropské město sportu |
| Rok                   | Město |
| --------------------- | --- |
| 2007                  | Boadilla del Monte, Palermo |
| 2008                  | Innsbruck, Leicester, Lleida, Rimini |
| 2009                  | Biarritz, Cardiff, Marbella, Varese |
| 2010                  | Gateshead, Novara, Salamanca |
| 2011                  | Limerick, Nice, Severní Lanarkshire, Parma, Puertollano, Treviso, Terst |
| 2012                  | Liberec, Bilbao, Castellón de la Plana, Florencie, 's-Hertogenbosch, Charleroi, Jasy, Pescara, Preston, Viterbo |
| 2013                  | Alba, Castelldefels, Cremona, Estepona, Guimarães, Lisburn, Lorca, Modena, Pitești, Reggio di Calabria |
| 2014                  | Ostrava, Ascoli Piceno, Biella, Brindisi, Cesena, Constanța, Córdoba, Getxo, Chieri, Jesi, Latina, Logroño, Maia, Pavia, Plovdiv, Prato, Rapallo, Santander                                                             |
| 2015                  | Most, Alcobendas, Alhaurín de la Torre, Badalona, Bordeaux, Burgas, Chiclana de la Frontera, Loulé, Telde |
| 2016                  | Chalon-sur-Saône, Crema, Gijón, Košice, Krško, La Spezia, Las Rozas de Madrid, Liepaja, Melilla, Molfetta, Pisa, Ravenna, Ruse, San Giovanni Lupatoto, Saronno, Scafati, Setúbal, Stoke-on-Trent, Tilburg               |
| 2017                  | Olomouc, Aosta, Bacau, Banská Bystrica, Bristol, Cagliari, Gondomar, Jurmala, La Chaux-de-Fonds, Mollet del Vallés, Noordwijk, Ostende, Pesaro, Stara Zagora, Vicenza                                                   |
| 2018                  | Antequera, Arnhem, Banja Luka, Bassano del Grappa, Braga, Kluž, Differdange, Foligno, Forlì, Guadalajara, Kielce, Klaipėda, Kortrijk, Maribor, Nitra, Pau, San Remo, San Cugat del Vallés, Santa Lucía de Tirajana      |
| 2019                  | Batumi, Coventry, Fuenlabrada, Gjandža, Granada, Igualada, Kumanovo, Livorno, Mantova, Michalovce, Oristano, Pangaio, Portimao, Sisak, Soria, Torun, Varna, Vercelli                                                    |
| 2020                  | Bijeljina, Cernusco sul Naviglio, Çorlu, Cosenza, Cosenza, Dachla (Euro-Středomořské město sportu 2020), Kryvyj Rih, Limassol, Milton Keynes, Miramas, Odivelas, Pazardžik, Piombino, Rovaniemi, Smallingerland, Trnava |

## Evropské malé město sportu
Výběr českých měst:
- 2013 Náchod
- 2014 Nymburk
- 2015 Svitavy [5]

## Ocenění sportu v ČR
V roce 2012 byl titulem Evropské město sportu oceněn Liberec a o rok později získal titul Evropské maloměsto sportu Náchod. V roce 2014 se titulem Evropské město sportu honosila Ostrava. Ze zástupců maloměst se stalo Evropským městem sportu 2014 středočeské město Nymburk. V roce 2015 se stal Evropským městem sportu Most, v roce 2016 Evropským hlavním městem sportu Praha.